# Astrit Selmani
Astrit Selmani, född 13 maj 1997, är en svensk-kosovansk fotbollsspelare som spelar för rumänska Dinamo București. Han representerar även det kosovanska landslaget. Han blev våren 2019 den förste spelaren i historien att bli Månadens Spelare i Superettan.

## Klubbkarriär
Selmanis moderklubb är Malmö FF. Som 12-åring råkade han ut för en korsbandsskada och bytte därefter klubb till Kulladals FF. Därefter gick Selmani till BK Olympic, där han gjorde 14 mål på 37 matcher i Division 3 säsongerna 2014 och 2015.
Inför säsongen 2016 gick Selmani till Ängelholms FF. Selmani gjorde sin Superettan-debut den 3 april 2016 i en 1–0-vinst över Syrianska FC, där han blev inbytt i den 81:a minuten mot Oliver Stojanovic-Fredin. I juli 2016 gick Selmani till Kristianstad FC.
I november 2016 skrev Selmani på för FC Rosengård. I februari 2018 gick han till Torns IF. Selmani gjorde 13 mål på 28 ligamatcher i Division 1 Södra 2018.
I januari 2019 värvades Selmani av Varbergs BoIS. Den 22 april 2019 gjorde han två mål i en 3–0-vinst över IF Brommapojkarna. Den 8 november 2020 gjorde Selmani ett hattrick i en 5–2-vinst över Hammarby IF. Den 18 december 2020 värvades Selmani av Hammarby IF, där han skrev på ett fyraårskontrakt. I säsongsavslutningen av Allsvenskan 2021 gjorde Selmani fyra mål i en 5–3-vinst över Kalmar FF.
Den 18 juli 2022 värvades Selmani av Hapoel Be'er Sheva, där han skrev på ett treårskontrakt. Den 31 januari 2023 lånades han ut till danska Midtjylland på ett låneavtal över resten av säsongen med option på köp. Den 11 augusti 2023 lånades Selmani ut till IFK Göteborg på ett låneavtal över resten av säsongen med köpoption.
I februari 2024 värvades Selmani av rumänska Dinamo București.

## Landslagskarriär
Selmani är av kosovoalbanskt ursprung från staden Mitrovica i Kosovo. Han var kvalificerad att spela för tre länder på en internationell nivå, antingen Albanien, Kosovo eller Sverige. Den 17 mars 2021 meddelade det kosovanska förbundet att Selmani valt att spela för Kosovo, och att det var planerat att han skulle bli inkallad för att spela VM-kvalmatcherna mot Sverige och Spanien, han blev senare stoppad från att bli uttagen på grund av ett positivt covid-19-test.
Selmani blev uttagen till både juni- och septembersamlingen 2021, men på grund av saknat pass tvingades han sitta på bänken under samtliga matcher. Den 15 september 2021, sju dagar efter sista dagen på septembersamlingen, fick han till slut sitt pass.
Selmani debuterade för Kosovos landslag den 9 oktober 2021 i en 3–0-förlust mot Sverige, där han blev inbytt i den 70:e minuten mot Zymer Bytyqi.

## Meriter
Hammarby IF
- Svenska cupen: 2020/2021